# 日本—阿布哈兹关系
日本－阿布哈兹关系（日语：日本とアブハジアの関係）是指日本与阿布哈兹之间的双边关系。两国无正式关系，日本并不承认阿布哈兹的国家地位，認為其仍屬格鲁吉亚的一部份。亦沒有在對方首都互設具大使館功能的代表機構。

## 历史
日本与阿布哈兹的双边关系，长期以来从属于日苏关系。
- 1921年3月31日，阿布哈兹苏维埃社会主义共和国宣布成立。[2]
- 1922年12月30日阿布哈兹正式加入苏联。[3][4]
- 1925年1月20日，日本与苏联签订了《日苏基本条约》 ，这意味着日本与苏联首次建立外交关系。[5]
- 1931年2月19日，出生于格鲁吉亚的约瑟夫·斯大林取消了阿布哈兹苏联加盟国的地位，降级为格鲁吉亚苏维埃社会主义共和国治下的阿布哈兹苏维埃社会主义自治共和国。[6]
- 1945年8月8日，苏联对日本发动八月风暴行动，两国断交。
- 1956年10月19日，日苏共同宣言签署，两国中断11年的外交关系得以恢复。[7]与此同时，日本与阿布哈兹的关系也得到了恢复。

## 经济关系
根据2016年8月的一份报告显示，日本和欧洲诸国的二手车在阿布哈兹很受欢迎，其中丰田和日产在阿布哈兹有很高的声誉。